# Zhanjiang
|  | No s'ha de confondre amb Zhenjiang. |

Zhanjiang (xinès: 湛江; pinyin: Zhànjiāng) és una ciutat a nivell de prefectura a l'extrem sud-oest de la província de Guangdong, a la República Popular de la Xina. Està situada a la riba oriental de la península de Leizhou, enfront de l'illa de Hainan al sud.
Segons el cens de 2020, la seva població era de 6.981.236 habitants, dels quals 1.931.455 vivien a l'àrea urbanitzada (o metropolitana) que consta de quatre districtes urbans: Chikan, Xiashan, Potou i Mazhang.

## Història

### Era de la Xina imperial
Durant la dinastia Qin (221–206 aC), la zona pertanyia al comtat de Xiang. El govern central de la dinastia Han (206 aC−220 dC) va establir el comtat de Xuwen com a administrador de tota la península de Leizhou. Va ser un dels primers punts de partida de la Ruta Marítima de la Seda. La població va augmentar durant les dinasties Tang (618–907) i Song (960–1279). Un gran nombre d'habitants de Putian es van establir a la península, establint colònies durant l'imperi Song. Aviat van formar la majoria lingüística i ètnica de la península de Leizhou, mentre que el poble Tanka vivia a la costa de la península.

### Ocupació francesa
La regió era un petit port pesquer quan va ser ocupada pels francesos el 1898. L'any següent, els francesos van obligar els xinesos a arrendar-los un petit enclavament de Zhanjiang durant 99 anys (fins al 1997), com van fer els britànics als Nous Territoris de Hong Kong i com van fer els alemanys al territori arrendat de la badia de Kiautschou, com el territori de Kouang-Tchéou-Wan. La població local va fugir abans de l'arribada dels francesos, així que després d'una invitació francesa, els camperols cantonesos del nord de Leizhou van venir a repoblar la possessió francesa buida, per la qual cosa l'idioma local de comunicació es va canviar al xinès Yue. Els francesos volien desenvolupar el port, que van anomenar Fort-Bayard, per servir el sud de la Xina, a les zones on França tenia drets exclusius sobre el ferrocarril i el desenvolupament mineral. Els seus esforços, però, es van veure obstaculitzats per la pobresa de la terra circumdant. Els francesos van controlar el petit enclavament fins al 1943, quan els japonesos van ocupar la zona durant la Segona Guerra Mundial. Al final de la guerra, l'enclavament va ser cedit breument als francesos abans de ser retornat formalment a la Xina el 1946 pel general Charles de Gaulle, llavors cap d'estat francès.

### Retorn a la Xina
En recuperar el territori dels francesos, el govern de la República de la Xina va decidir canviar el nom de Kouang-Tchéou-Wan. Històricament, la zona estava sota la jurisdicció del comtat de Zhanchuan, amb una duana de Zhanchuan a l'illa oriental del territori. Com que "Zhanjiang" era una variant històrica de "Zhanchuan", es va decidir anomenar la ciutat "Zhanjiang".
Després de l'establiment de la República Popular el 1949, Zhanjiang va adquirir una nova importància. El 1955 es va construir un enllaç ferroviari amb Litang a la província de Guangxi, on es va unir al ferrocarril Hunan-Guangxi. Des d'aleshores, Zhanjiang s'ha convertit en un important port modern al servei del sud de la Xina, utilitzable per vaixells de fins a 50.000 tones. El 1984 Zhanjiang va ser designada com una de les ciutats "obertes" de la Xina, on el govern central va convidar a la inversió estrangera; això va estimular el desenvolupament industrial posterior de la ciutat. Disposa de drassanes i plantes d'automòbils, electrodomèstics i tèxtils; i refineries de sucre, molins de farina i arròs i plantes químiques.
A principis de la dècada de 1990 es va completar una nova línia de ferrocarril que unia Zhanjiang amb Guangzhou, la capital provincial. Més tard, la línia es va estendre fins a Hai'an, a l'extrem més meridional de la península de Leizhou, on els trens podien ser transportats amb el ferri Guangdong-Hainan (part del ferrocarril Guangdong-Hainan) a través de l'estret de Hainan fins a Haikou.

## Clima
Zhanjiang té un clima subtropical humit (Köppen Cwa), amb hiverns curts, suaus i tapats i estius llargs, molt calorosos i humits. La temperatura mitjana diària mensual al gener és de 16,2 °C i al juliol és de 29,1 °C. D'abril a setembre, les pluges són més abundants i freqüents. Les temperatures d'estiu i hivern són moderades a causa de la influència de l'oceà proper.

## Administració
La ciutat-prefectura de Zhanjiang administra 4 districtes, dos comtats i tres ciutats.
| Divisions administratives de Zhanjiang                                                                                      | Divisions administratives de Zhanjiang | Divisions administratives de Zhanjiang | Divisions administratives de Zhanjiang | Divisions administratives de Zhanjiang | Divisions administratives de Zhanjiang | Divisions administratives de Zhanjiang | Divisions administratives de Zhanjiang | Divisions administratives de Zhanjiang | Divisions administratives de Zhanjiang | Divisions administratives de Zhanjiang | Divisions administratives de Zhanjiang | Divisions administratives de Zhanjiang |
| --- | -------------------------------------- | -------------------------------------- | -------------------------------------- | -------------------------------------- | -------------------------------------- | -------------------------------------- | -------------------------------------- | -------------------------------------- | -------------------------------------- | -------------------------------------- | -------------------------------------- | -------------------------------------- |
| Chikan Xiashan Potou Mazhang Comtat de · Suixi Comtat de · Xuwen Wuchuan · (ciutat) Lianjiang · (ciutat) Leizhou · (ciutat) |                                        |                                        |                                        |                                        |                                        |                                        |                                        |                                        |                                        |                                        |                                        |                                        |